# 火力發電廠
- 煤: 9,594,341 GWh (38.3%)
- 天然氣: 5,793,896 GWh (23.1%)
- 水力: 4,170,035 GWh (16.7%)
- 核能: 2,605,985 GWh (10.4%)
- 石油: 931,351 GWh (3.7%)
- 地熱: 81,656 GWh (0.3%)
- 太陽能光熱: 10,474 GWh (0.0%)
- 太陽能光伏: 328,038 GWh (1.3%)
- 海洋能: 1,026 GWh (0.0%)
- 風力: 957,694 GWh (3.8%)
- 生質能: 462,167 GWh (1.8%)
- 垃圾焚化: 108,407 GWh (0.4%)

25,081,588GWh

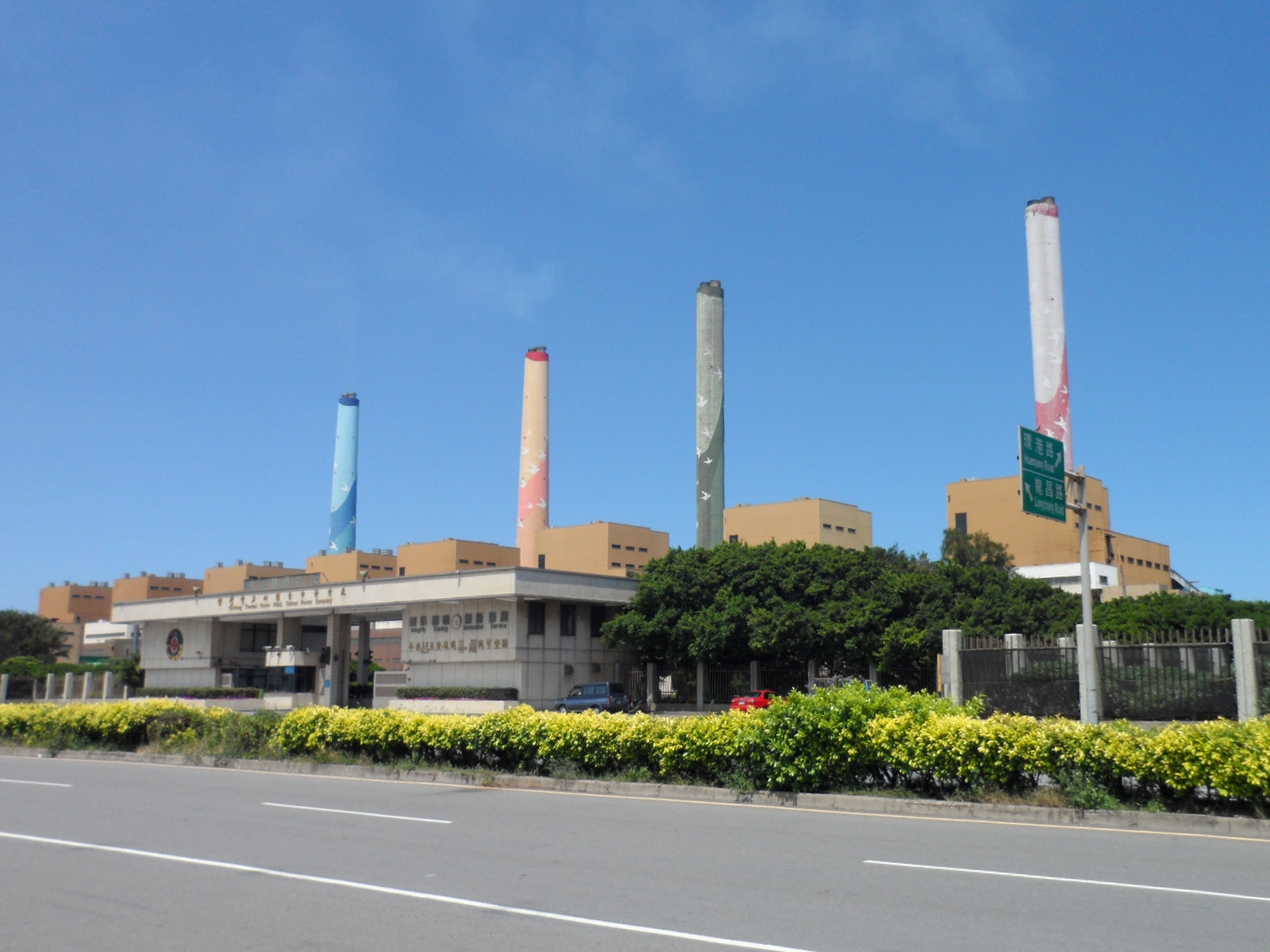
臺灣台中火力發電廠目前為世界第四大燃煤發電廠。

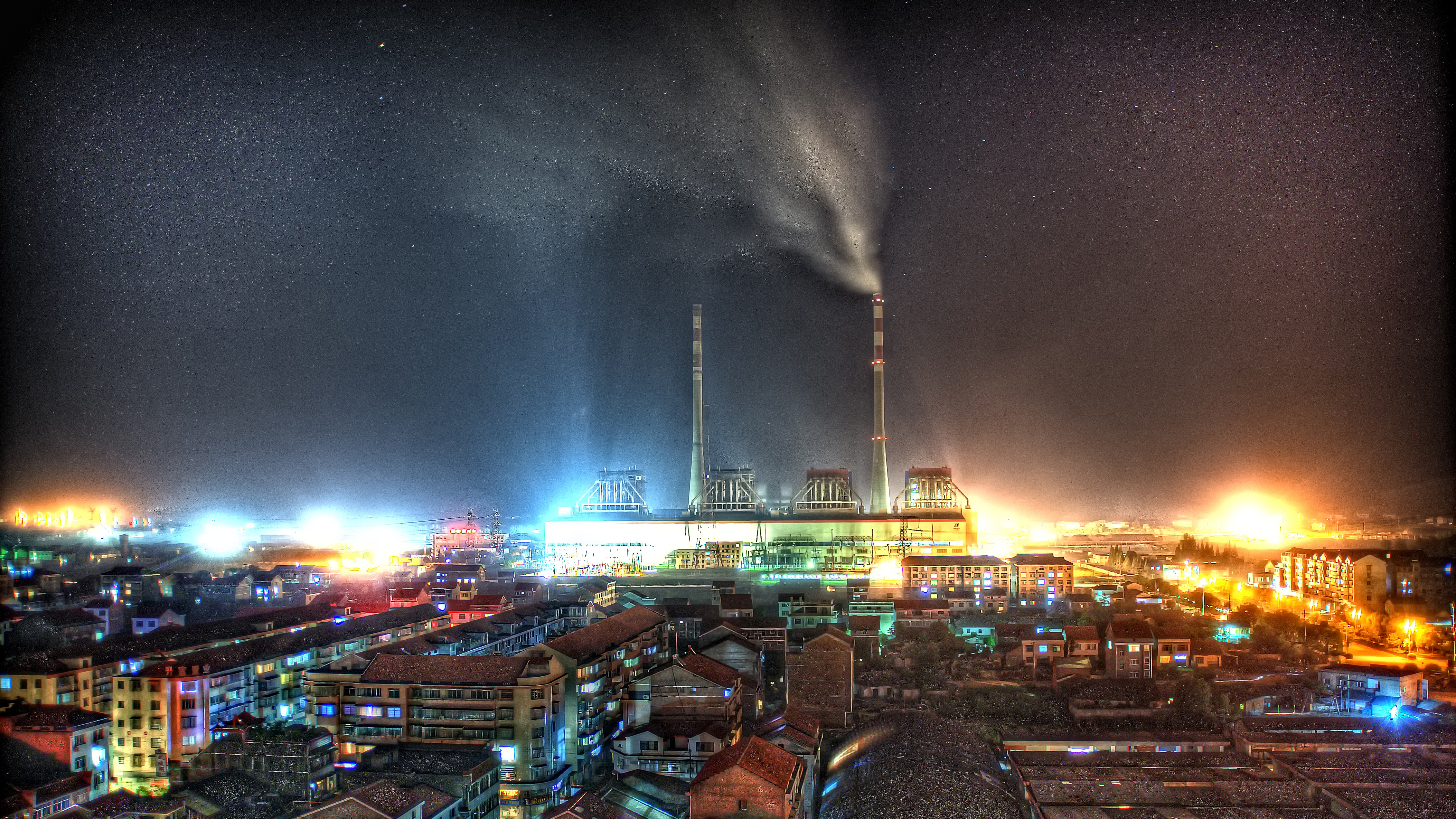
中國湖南省石门县的市區火電廠點亮了周圍城區

火力发电厂（简称火电厂）或称化石燃料发电厂，是指靠燃烧化石燃料（煤、天然气或石油）来产生电能的热力发电厂。火力发电厂可以持续地穩定大量供电，在许多国家，大部分电能均由火力发电厂提供。
火力发电厂（除了磁流体发电机）通过各种旋转机械将燃烧产生的热能转换为机械能，然后驱动发电机。原动机通常是蒸汽机或燃气轮机，在一些较小的电站，也有可能会使用内燃机。他们都是通过利用高温、高压蒸汽或燃气通过涡轮变为低压空气或冷凝水这一过程中的压降来发电的。
火电站发电带来许多其他副产物，并产生诸多的环境影响。根据卡诺循环的原理，总有一部分廢棄熱要通过冷却塔排放到大气，或被自然江河等水体冷却。化石燃料燃烧后的烟道气会被排放到大气，其主要成分是二氧化碳、水蒸气、以及其他的一些成分比如氮气、氮氧化物、氧化硫等，如果是煤发电厂，还会有粉煤灰、汞等。煤燃烧后的残渣也必须从锅炉中排除，有些可以用来回收制作建筑材料。
火力发电厂是二氧化碳的主要排放来源。近一百年来这种温室气体的大量排放导致全球变暖。每产生一度电，褐煤排放的二氧化碳大约是天然气的3倍，黑煤则是天然气的2倍。尝试将排放中碳收集储存起来在2025年之前是不现实的。研究提及近年深层海洋吸收了浅层海水的温度，因此温度上升似乎较为趋缓，但无法保证此情形将会持续多久。

## 名称辨析
火力发电厂从字面上来看是指有燃烧过程参与的发电厂。不过英语中并无对应词汇，常用fossil-fuel power station来描述燃烧化石燃料的电厂（化石燃料发电厂），细分时可用诸如coal-fired（燃煤）之类的名称。理论上来讲，燃烧生物质能的电厂在中文中也可以被叫做火力发电厂，不过实际上一般所指的火力发电厂都是化石燃料发电厂。
热力发电厂一般特指用蒸汽发电的发电厂，如大部分的化石燃料发电厂（然而使用燃气轮机发电的就不是用蒸汽发电的）、核电站以及地热发电站等。有时也指一切用热机发电的电厂，这样用燃气轮机或内燃机发电的电厂也可计算在内。不过在实际使用中，很多时候热电厂就是指火电厂。还有一种情况，使用热电厂和发电厂分别指热电联产的电厂和单纯发电的电厂。

## 基本概念
在火力发电厂中，各种化石燃料如煤、燃料油、天然气或油页岩中储存的化学能被逐步转换成热能、机械能最后变成电能，供向四方。火力发电厂是一个高度复杂的系统，其建造成本可达1300美元每千瓦发电能力，或者说一个500MW发电力的电厂需要约6亿5千万美元。一个发电厂常常有多个发电单元，以节省人力、物力资源。世界上大部分的热力发电厂都使用化石燃料，数量超过核、地热、生物质能或太阳能发电站。

### 热能到机械能
热力学第二定律显示任何闭式热力学循环只能把燃烧产生的热能部分地转换为功。剩下的热，叫做廢熱，必须被排放到较冷的环境中，以回到循环的起始点。排到冷源的热的比例必须等于或大于冷源的绝对温度和热源（燃烧炉）的绝对温度的比。提高锅炉温度可以提升效率，但是也增加了设计的复杂程度——主要是需选用更高水平的合金，使得炉的造价提升。废热无法转换为机械能，除非有一个温度更低的冷却系统。 然而，废热可以在热电联产发电厂中输出，用来加热建筑、生产热水或在工业中用来加热材料，例如用在某些煉油廠或化学合成厂中。
工业上发电机的典型热效率对于燃煤或燃油大约在33%左右，燃气联合循环电厂可达50%。峰值电厂通常效率低一些，因为它们不能总是工作在最理想的设计工况中（例如温度过低）。
把热能转换成有用功的理论最大效率是卡诺循环，故所有实际的火电厂不可能超过此限制。

## 煤

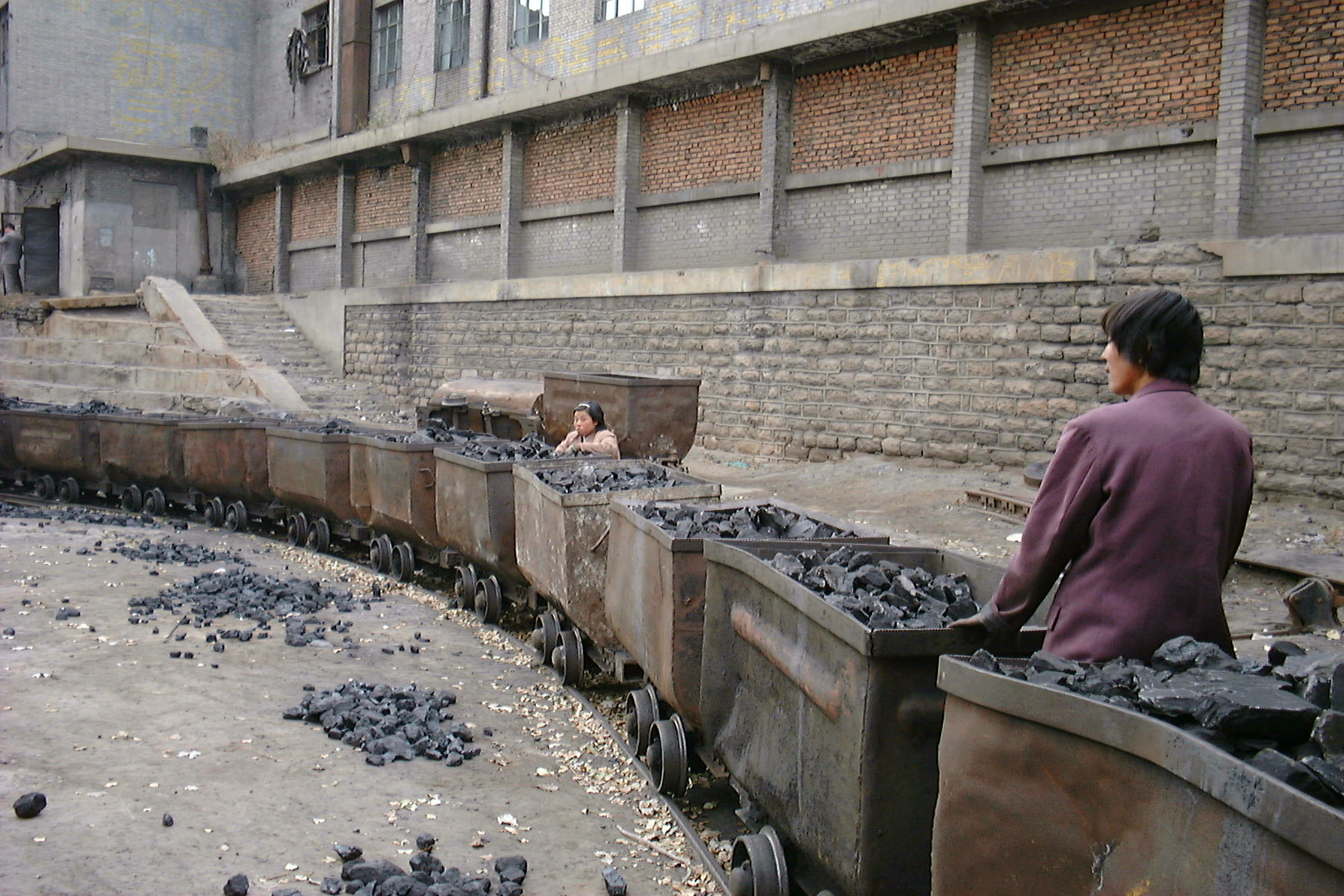
山西一處煤礦

煤是火力發電最主要的原料，而中国、印度、美国等政治较为稳定的国家都拥有許多煤礦，而不像石油、天然气主要依赖风云多变的波斯湾进口故其供应相对稳定。然而如想替代甚至取代石油或天然气，煤必须要進行转换，尤其是考虑到汽车或者加热器还必须得进行改造以适用于新燃料。另外，如果不回收废气，煤产生的污染要比石油或者天然气严重，尤其是如果算上二氧化碳等溫室氣體的话。
同時固體煤礦的開採較為危險和高汙染，需要開挖礦坑派人進入開礦，或是在特定地形用炸藥露天大面積開挖，中国山西省為世界最大最高密度煤業聚集區，全省產煤120億噸以上，採煤形成的採空區達到2萬平方公里，相當于山西省1/8的面積，針對此問題中國政府設立國家資源型經濟轉型發展綜合配套改革試驗區開始整頓煤業，提高採礦安全性和設備效率並降低汙染。
世界上最大的火力發電廠是內蒙古托克托發電公司；世界上能量效率最高的发电机组是上海外高桥第三发电公司的两台100万千瓦中国国产超超临界燃煤发电机组，该厂也是世界上第一个将实际运行煤耗降低到280克/千瓦时整关口数的电厂。
臺灣台中火力發電廠目前是世界第四大燃煤火力發電廠，同時也是台灣發電量最大的發電廠，二氧化碳排放量於2009年時為世界各發電廠首位。

## 燃料输送

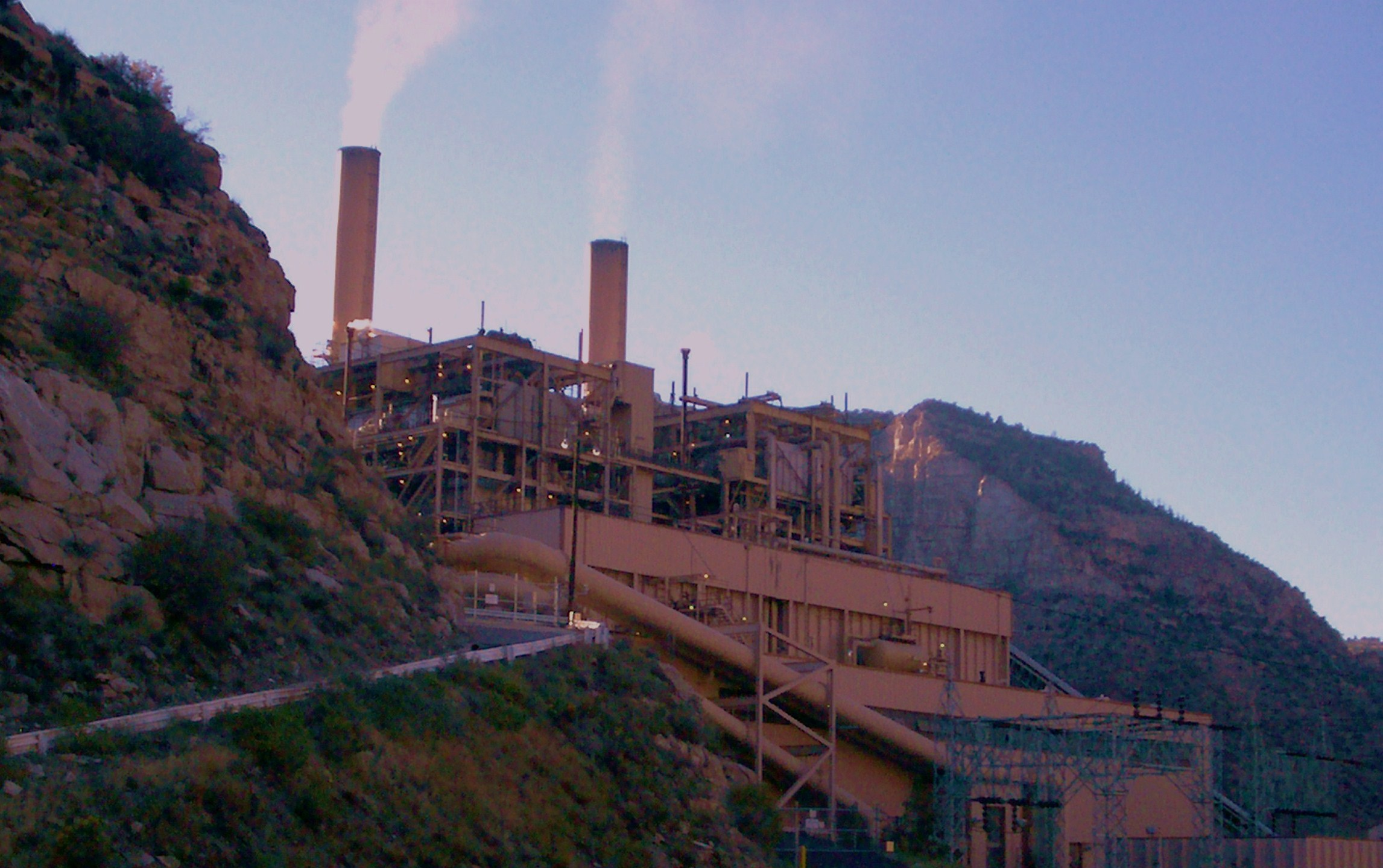
在美国，燃煤电站提供了约46%的电能。此为犹他州的Castle Gate电站。

煤通过高速公路卡车、铁路、船舶或煤浆管道等方式输送。一些电厂甚至直接建在煤矿边上，用传送带送煤。大型的运煤火车专列可长达两公里，包含100节车厢，每节载煤100英吨以上，总量可达一万英吨。大型的电厂在全负荷时每天至少需要一列这样的火车。在用电高峰期，如最热的夏天和最冷的冬天（视当地气候而定），电厂甚至每天需要三到五列这样的火车。例如位于安大略的北美最大燃煤电厂Nanticoke发电站，每个冬天的结冰期就需要储备几百万公吨的煤供使用。
电站有时也会使用燃料油。燃料油可以通过管道、油船等方式运输。油在电厂先被储存在圆柱形的钢桶里。黏度较高的油燃烧前可能需要先进行加热。
燃天然气电站经常建在天然气管道旁边，或者用专用管道传输过来。在沒有生產天然氣的地方，需從產地將天然氣液化後，以液化天然氣船（LNG船）輸送至天然氣接收站，再由管線輸送至電廠。

## 燃料处理
煤会先被先碾成长度不大于2英寸（5）的小块，然后运送到电厂的堆料场上，通过传送带源源不断的输入。其用量最高可达每小时3600吨。
对于燃烧粉煤的电厂，煤块在进入锅炉之前会先在磨煤机裡磨成粉，然后用预热空气吹进炉中。一个500MW的发电站可能有6个这样的磨煤机（一个备用），全力负载时可以每小时提供200多吨进入锅炉。不燃粉煤的电厂，2-英寸（51-）的煤块直接通过料仓送到活动炉排或旋风炉（一种可以高效燃烧大块燃料的燃烧器）中。
至於燃料油和天然气發電站，燃料不需特別處理，液態的天然氣和提煉過的石油產物運至發電站可直接加入機組燃料槽。

## 機組類型

### 蒸汽发电
大部分化石燃料都是通过蒸汽发电的。自从1906年渦輪發動機发明以来，往复式的蒸汽机逐渐被淘汰了。

### 燃气涡轮发电

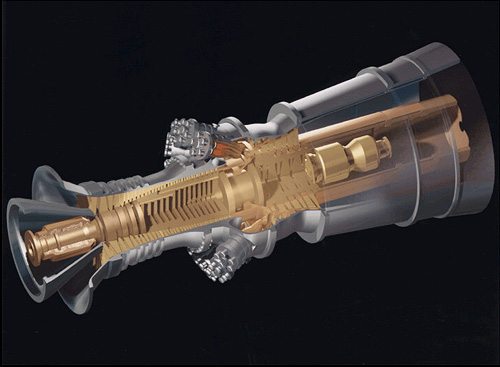
480MW 的 GE H系列电厂燃气涡轮

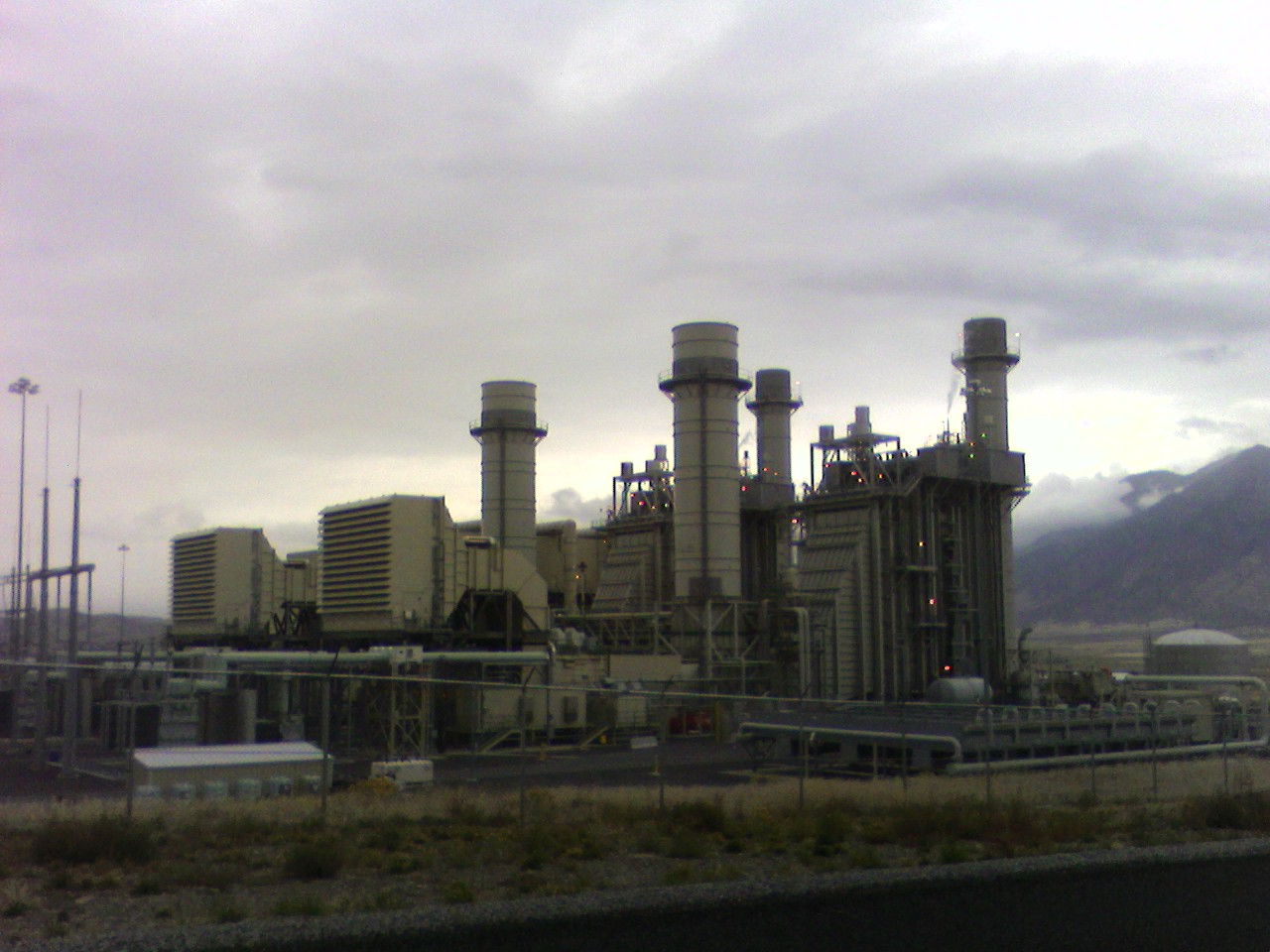
犹他州莫纳市的Currant Creek燃天然气发电厂。

一种类型的火电厂用燃氣渦輪联合废热回收蒸汽发生器（HRSG）发电。这被称作联合循环发电厂，因为它包含了燃气涡轮的布雷顿循环和HRSG的郎肯循环。其效率可达6,003千焦／千瓦时，热效率接近60%，在威尔士Baglan Bay发电厂实现。
燃氣渦輪的燃料可以是天然气、 合成气或燃料油。尽管这种发电站效率更高且建造更快（甚至可以在18个月内从零建造一个1,000MW的电站），但其经济性很大程度上取决于多变的燃料价格，一般是天然气。联合循环电厂的配置很多变，比如一个3-1联合循环设施有三个燃气涡轮和一个蒸汽涡轮。其他的配置包括(1-1)、(2-1)、(3-1)、(4-1)、(5-1)、(6-1)等。
天然氣聯合循環發電與再生能源的互補性高，因為此種發電方法能在短時間內升降發電量以配合發電量不穩定的再生能源，尤其是當風力發電、太陽能電池及天然氣的成本越來越低，再生能源與天然氣的組合已經有經濟競爭力。
单一循环或者开式循环的燃气涡轮发电站（不含蒸汽循环）有时候会用在紧急场合或峰值电厂中。其热效率要低很多。它的运行成本远高于初始成本，故本来就设计成一年仅运行几百个小时。还有一些采用多级的方式，即首级使用开式循环燃气涡轮，然后再连接到其他的涡轮；或在未来转换成闭式循环。

### 往复式发动机
压燃式内燃机发电机组常用作临时的备用发电机。它们常常使用内燃机燃烧燃料油或者天然气来发电。柴油引擎在低转速时就能有很大的转矩，很适合交流发电机。
火花点火式内燃机（即汽油机）的燃料包括汽油、丙烷、液化石油气（LPG）等，经常用作移动性的临时发电机，用在建设工程、户外紧急用电等场合。
往复式外燃机如斯特林发动机可以使用多种多样的化石燃料发电。不过现在在工业上已经非常少见。

### 汽電共生
热电联产又稱汽電共生，是指用电厂同时发电和廢熱供热。尽管从热力循环中抽热会导致电站热效率有所降低，但是如果专门使用一部分燃料燃烧来供热，总效率反而更低，所以汽電共生設備如果設計得當有其利基點存在。热电联产技术在丹麦等斯堪的纳维亚国家以及德国的一部分被广泛使用。

## 环境影响

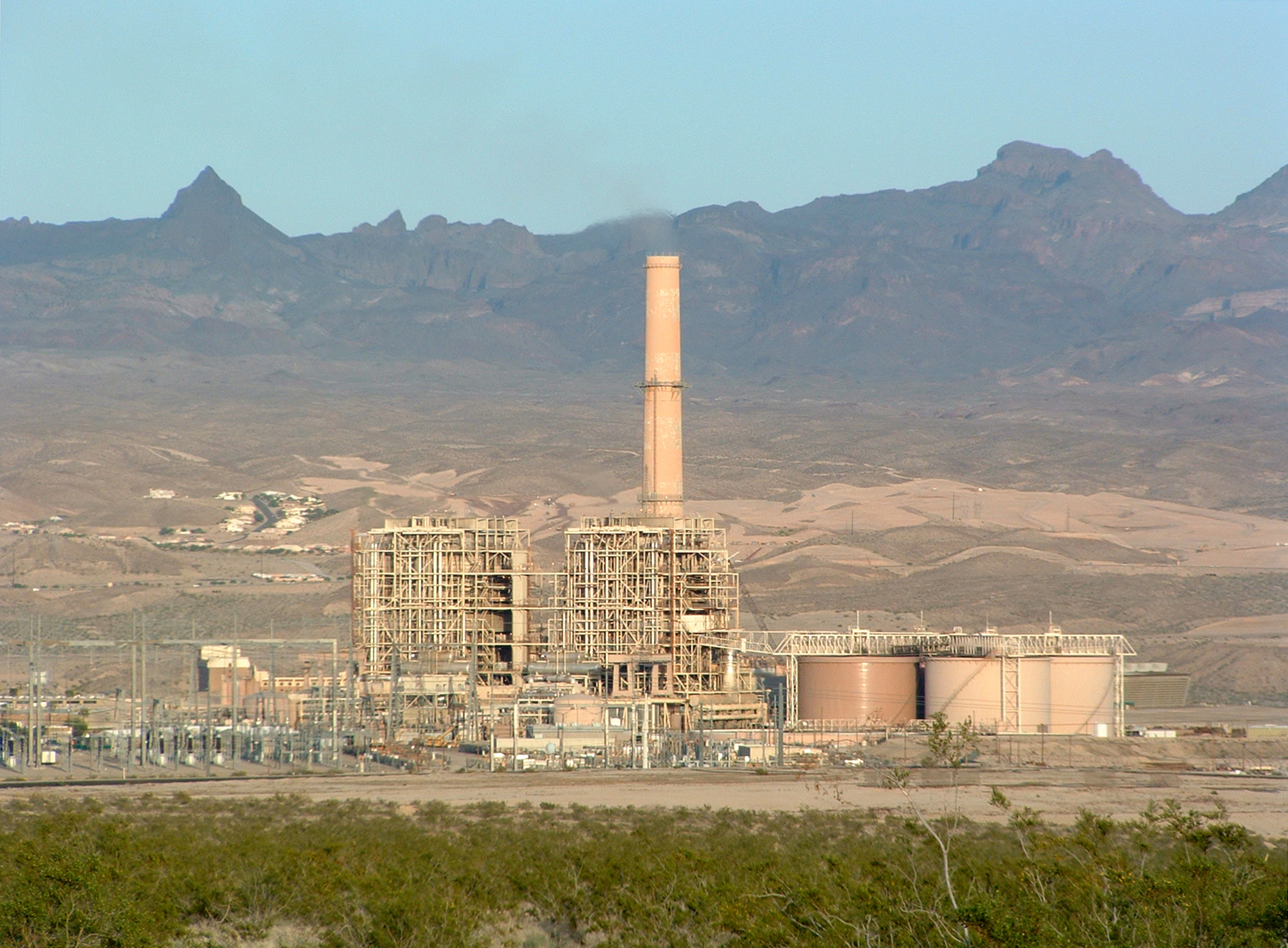
位于内达华劳夫林的Mohave发电站，已因为环境因素于2005年关闭

世界能源需求预计到2030年将提升60%。介于全球有超过5万座活动的煤电站，國際能源署预计到2030年仍有85%的能源是化石燃料。
一些国际组织密切关注化石燃料，尤其是煤对环境的影响。煤燃烧是空气污染以及酸雨的罪魁祸首，而燃煤所排出的二氧化碳是溫度氣體之一，會做成溫室效應，现在已經可以肯定人為排放溫室氣體是近期全球暖化的主因，所以排放二氧化碳與全球暖化有極大關係。因为其化学结构所致，很难在燃烧之前从固体煤中去除杂质。不过，得益于现代工业的发展，通过对烟囱排放的废气的过滤及更高效率的鍋爐，当代煤电站的污染已比过去小很多，非二氧化碳污染已經低到很接近天然氣。当代燃煤电站的空气污染排放包括碳氧化物（COx，主要为二氧化碳）、氮氧化物（NOx）、硫氧化物（SOx，如二氧化硫）、粒状物（PM）、臭氧（O3）、重金属等。
酸雨是由二氧化硫和氮氧化物导致的。这些气体本身的酸性有限，但是在和空气反应之后，会产生诸如亚硫酸、硫酸、硝酸等酸性化合物，最终导致酸雨。在美国及欧洲，随着排放法规的日渐严格和重工业的衰落，酸雨的危害正在逐渐减小，已低於1960年代的最高峰。然而這些污染工業卻轉移到大部分開發中的國家、且監管常更為寬鬆，如中國、印度、越南、泰國、印尼、巴西、墨西哥等，所以全球的工業污染並沒有得到適當的控制，並且日愈嚴重，這是全人類必須嚴肅面對的緊急課題。
為了解決兩難局面各種將火力發電潔淨化的構想產生，例如整體煤氣化聯合循環技術意圖擁有火力燃煤的建設便利和低成本，同時具備環保要求，美國於2010年代開始建立肯珀項目等實驗電廠，然而2017年宣布該計畫失敗，預算超支2.5倍後依然相關科技達不到預定效果。
歐洲環境署基于欧盟的发电站，给出了不同燃料的排放量。
| 污染物                  | 硬煤  | 褐煤   | 燃料油 | 其他油 | 气体燃料 |
| ----------------------- | ----- | ------ | ------ | ------ | -------- |
| CO2 (g/GJ)              | 94600 | 101000 | 77400  | 74100  | 56100    |
| SO2 (g/GJ)              | 765   | 1361   | 1350   | 228    | 0.68     |
| NOx (g/GJ)              | 292   | 183    | 195    | 129    | 93.3     |
| CO (g/GJ)               | 89.1  | 89.1   | 15.7   | 15.7   | 14.5     |
| 非甲烷有机化合物 (g/GJ) | 4.92  | 7.78   | 3.70   | 3.24   | 1.58     |
| 颗粒物 (g/GJ)           | 1203  | 3254   | 16     | 1.91   | 0.1      |
| 废气体积总量 (m3/GJ)    | 360   | 444    | 279    | 276    | 272      |

| 發電方法                                                              | 簡述                                      | 每單位電量所產生的二氧化碳 (g CO2/kWhe))（百一分段價） |
| --------------------------------------------------------------------- | ----------------------------------------- | ------------------------------------------------------ |
| 水力發電                                                              | 假設利用水塘，不含水壩建設                | 4                                                      |
| 風力發電廠                                                            | 位於低成本陸地的情境，不含海上型          | 12                                                     |
| 核電                                                                  | 以普遍的第二代核反應堆計算 不含更新型科技 | 16                                                     |
| 生質燃料                                                              |                                           | 18                                                     |
| 聚光太陽能熱發電                                                      |                                           | 22                                                     |
| 地熱發電                                                              |                                           | 45                                                     |
| 太陽能電池                                                            | 多晶硅太陽能電池 生產過程的碳排放         | 46                                                     |
| 燃氣發電                                                              | 假設加裝燃氣渦輪 聯合廢熱回收蒸汽發生器   | 469                                                    |
| 燃煤發電                                                              |                                           | 1001                                                   |
| 備註：這些數據的原始來源是由1989~2010年間的各種相關研究報告整理而成。 |                                           |                                                        |

## 火力发电厂的替代物
化石能源的替代物包括核能、太阳能、地热能、风能、潮汐能、水力发电以及其他可再生能源。其中有些已经在工业中实际使用（如核能、风能、潮汐能和水力发电），其他很多还在开发研究之中。就目前而言，其他各种电站的发电成本仍然高于化石燃料发电，不过这里仅考虑了直接成本（燃料、建设等），未考虑污染等导致的间接成本所需的费用（例如污染导致人类疾病的医疗成本）。另外，這些电站需要在特定的地方建設才能發揮作用，而且運作時仍然會對生態環境構成一定程度的影響。

## 生产组织
火力发电厂的生产部门一般分为：
- 燃料车间：负责燃料准备、配煤、磨煤、输煤
- 锅炉车间：包括锅炉司炉、电除尘、脱硫、风机等
- 汽机车间：包括汽机司机、化学（给水除氧）等
- 电气车间：负责全厂一次系统、二次系统、直流系统等

由于火力发电厂24小时不间断工作，所以各岗位配备3-5班人员，由各车间的班长领导。全厂设值长统一领导当班各班长。

## 特点
与水电厂和其他类型电厂相比，火电厂有如下特点：
1. 布局灵活，装机容量的大小可按需要决定。
2. 建造工期短，一般为水电厂的一半甚至更短。一次性建造投资少，仅为水电厂的一半左右。
3. 煤耗量大，目前发电用煤约占全国煤炭总产量的25%左右，加上运煤费用和大量用水，其生产成本比水力发电要高出3—4倍。
4. 动力设备繁多，发电机组控制操作复杂，厂用电量和运行人员都多于水电厂，运行费用高。
5. 汽轮机开、停机过程时间长，耗资大，不宜作为调峰电源用。
6. 对空气和环境的污染大、最新科技則可以讓溫室氣體以外的污染排放降到極低。

## 区别
与热电相比的区别，火电仅指燃烧发电。热电是指发电的同时用产生的热能取暖，为提高效率节省能源，一般是发电与供热联合的方式。即是在汽轮机某一级抽出一部分汽来供热，其余的仍冲转汽轮机带动发电机发电，两者可调整，可供热多发电少，也可供热少发电多。当前中国受能源政策影响正在大力发展核电、水电，这些也可供热，有的国家为了节约能源有风力与地热发电，而中国在这些方面很少，使其火力发电厂主要是用来发电的。